# Via Regia (medeltiden)

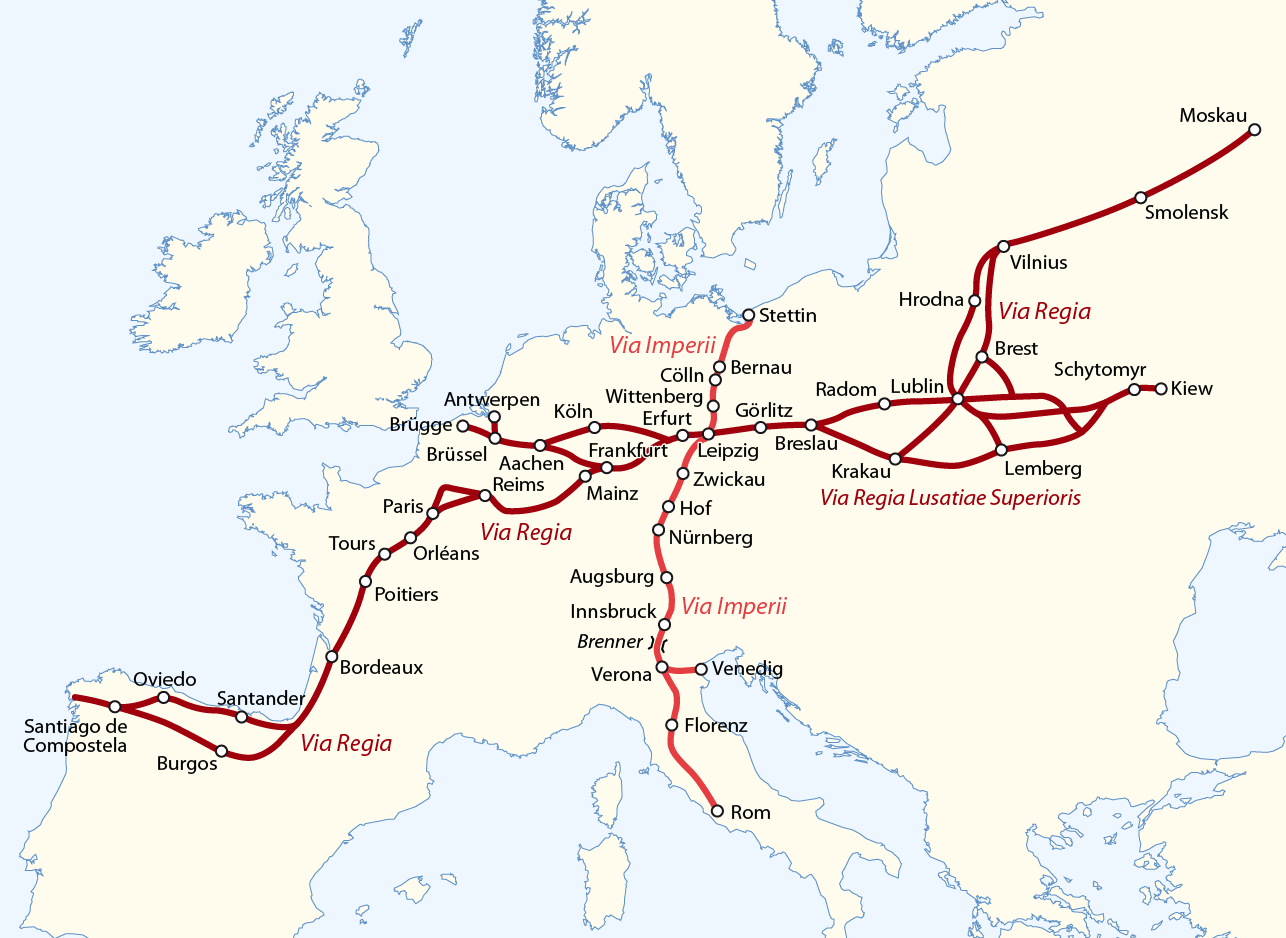
Via Imperii och Via Regia

Via Regia, latin för kungens väg, var en typ av vägar i medeltidens Centraleuropa som stod under särskilt kungligt beskydd avseende bland annat fredsplikt. En av dessa vägar ledde från Menzlin vid Greifswald till Wismar, en annan längs Lago di Comos västra strand
En av de viktigaste bland dessa vägar, nämligen handelsvägen mellan Rhendalen och Schlesien, blev efterhand känd under namnet Via Regia. Denna rutt utsågs 2005 av Europarådet till europeisk kulturväg.